# 卡雷加峰
45°43′31″N 11°07′45″E / 45.725276°N 11.129100°E

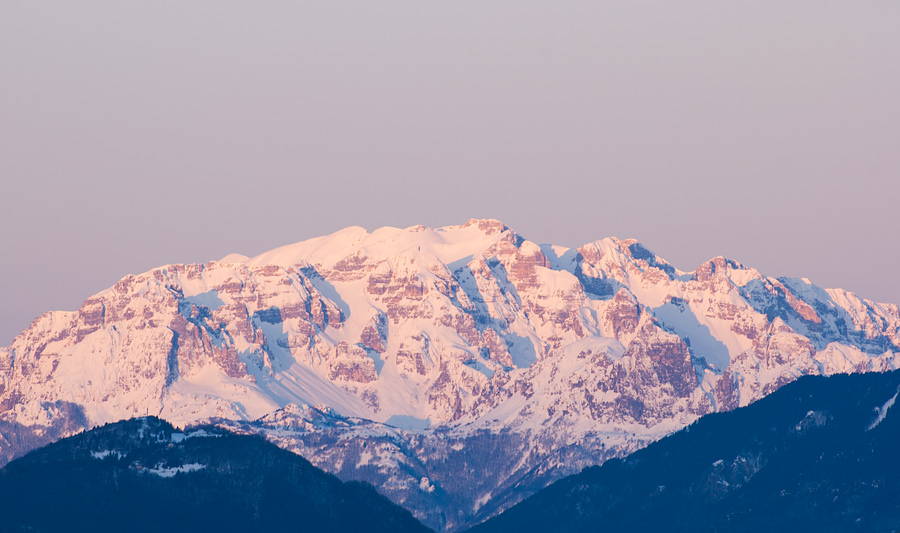

卡雷加峰（義大利語：Cima Carega），是意大利的山峰，位於該國東北部，由特倫托自治省負責管轄，屬於威尼斯前阿爾卑斯山脈的一部分，海拔高度2,259米。